# Nybøl (Sydslesvig)
 For alternative betydninger, se Nybøl (flertydig). (Se også artikler, som begynder med Nybøl)
Nybøl (dansk) eller Nübel (tysk) er en landsby og kommune beliggende cirka 5 kilometer nord for Slesvig by ved Langsøen i det sydvestlige Angel i Sydslesvig. Administrativt hører kommunen under Slesvig-Flensborg kreds i den nordtyske delstat Slesvig-Holsten. Kommunen samarbejder på administrativt plan med andre kommuner i omegnen i Sydangel kommunefællesskab (Amt Südangeln). Nybøl er sogneby i Nybøl Sogn. Sognet lå i Strukstrup Herred (Gottorp Amt, Sønderjylland), da området tilhørte Danmark.

## Geografi
Kommunen består af landsbyerne Nybøl, Bjernt (Berend, på dansk historisk Bjerent) og Bregling (Brekling) samt bebyggelser og udflytterstederne Breglingmark (Breklingfeld), Breglingmose (Breklingmoos), Guldholm, Hareholm (Haarholm), Henkelhoved (Hinkelhöft), Højenluft (Hoheluft), Kattehund, Nybølmose (Nübelmoor), Nybøllund og Østerkro (el. Triangel). Ved Bregling findes den lille Dyndbæk (af subst. dynd, glda. dyandi).
Nybøl kommune grænser i øst ved den udtørrede Tolk Sø til Tolk, i syd til Skålby og Slesvig-Jørgensby, i vest til Ny Bjernt og i nord ved Langsøen til Isted og Sønder Farensted kommuner.
Kommunen er præget af flere lyngstrækninger af sandet beskaffenhed og nogle skovpartier, især ved Langsøens sydlige bred. Bregling Skov ved Langsøen kaldes på tysk også for Waldlust. der skelnes mellem Øster- og Vesterskoven. Langsøen danner nordgrænsen til Farensted Sogn og Nørre Farensted Kommune. I området findes flere gravhøje, især ved Højeloft og Bjernt. Lidt øst for Nybøl udspringer den lille Bredbæk, som udmunder ved Slesvig-Friheden i Slien.

## Historie
Nybøl er første gang nævnt 1196 (Dipl. dan.): Betydning er den nye by. Stednavnet Bregling er første gang dokumenteret 1196 (Dipl. dan. 1, 3, 216). Navnet henføres bregne og -ing
Byens romanske landsbykirke er fra 1100-tallet. Nybøl Sogn omfatter også landsbyen Ny Bjernt. Sognet blev i 1712 sammenlagt med Tolk Sogn. Forbindelsen med Tolk blev først ophævet den 14. december 1848.